# Riki
Iván Sánchez-Rico Soto, dit Riki, est un ancien footballeur espagnol, né le 11 août 1980 à Aranjuez, qui jouait au poste d'avant-centre.

## Palmarès
Deportivo La Corogne
- Coupe Intertoto (1) :
  - Vainqueur : 2008.

- Championnat d'Espagne D2 (1) :
  - Champion : 2011-12.